# 九龍巴士12線
九龍巴士12線是香港九龍的一條日間巴士路線，來往海麗邨和尖沙咀東（麼地道），為西九龍新區的居民提供往返尖沙咀的服務。
本線另設特別路線12P，逢星期一至五上午由海麗邨單向開往紅磡站。
此路線是九龍區傳統巴士線之一，現時服務幾乎整個西九龍填海區，屬該區其中一條主要路線，但是其歷史卻相當悠久，早在西九龍未開始填海之前已經存在，於填海之前主要途經荔枝角道（去程）／海壇街（回程）、大角咀道、上海街（去程）／新填地街（回程）等舊區（即當時的海邊一帶），亦曾經行走長沙灣道及青山道等之長沙灣一帶。而因應時代的發展，此線歷經多次改道，逐步分段由深水埗舊區改行西九龍填海區，至今與當初相比走線及服務對象大相逕庭。

## 歷史
- 1930年代初開辦，當時為尖沙咀至深水埗，由中巴營辦。[3]
- 1933年6月11日，地區專營權生效，九巴取得本線的專營權。
- 1934年，改為佐敦道碼頭至荔枝角（當時位置於荔枝角海灘舊址附近，即荔園舊址，現址為華荔邨）。
- 1938年3月1日，因九巴大規模重組路線而取消本線。
- 1946年12月21日，重投服務，往來佐敦道碼頭至荔枝角，行車路線與1934年的版本大致相同，途經佐敦道、彌敦道、荔枝角道、欽州街及青山道。
- 1949年11月12日，配合油麻地小輪佐敦道至灣仔渡輪投入服務，來回程改經上海街，不經彌敦道。
- 1950年8月，荔枝角總站遷往荔園。
- 1953年初，雙層巴士獲派於本線服務。
- 1962年4月16日，曾一度延長服務時間至凌晨二時正。
- 1978年4月25日：配合西九龍走廊建築工程，往佐敦道碼頭方向改經博文街、大角咀道、櫻桃街、櫸樹街及晏架街。[4]
- 1978年9月20日：往荔枝角方向駛至通州街時，改經詩歌舞街往大角咀道。[5]
- 1983年5月29日，配合4號線取消，往佐敦道碼頭方向改經長沙灣道，往荔枝角方向改經元州街及興華街。[6]
- 1989年12月10日，總站由佐敦道碼頭遷往中港碼頭，用以方便乘船過境的乘客。
- 1990年9月17日，往荔枝角方向改經大角咀道。
- 1997年12月5日，往中港碼頭方向改經大角咀道。
- 1998年4月1日，配合九龍巴士31B線延至大角咀而縮短至深水埗碼頭。
- 1999年3月7日，因深水埗碼頭總站關閉，遷往深水埗（東京街）巴士總站。
- 2000年12月17日，改為循環運作，來回程改經海泓道，繞經奧運鐵路站，並延長至尖沙咀海港城一帶。
- 2003年7月20日，由全非空調巴士直接改為全空調巴士服務。
- 2008年6月8日，九巴加價，本線車費由$4.0增至$4.2。
- 2009年8月16日，配合港鐵九龍南綫通車及西鐵綫延長至紅磡站，延長為海麗邨至尖東鐵路站（循環線），於梳士巴利道近新世界中心迴旋處掉頭前往海麗邨，來回程改經欽州街至櫻桃街一段的深旺道，不再經欽州街、荔枝角道／海壇街及大角咀道，巴士數目增加至6輛，繁忙時間班次加密至每10分鐘一班。頭班車時間由原來早上6時正提早至早上5時40分，並提供港鐵轉乘優惠（使用成人八達通卡，包括註有學生身份者，第二程可獲 $1.00 的折扣優惠；使用長者或小童八達通卡，第二程可獲 $0.50 的轉乘優惠）。本路線延長路線後，成為九巴首條服務新巴取得專營權的西九龍新區的非過海巴士路線，優惠期至2010年2月15日。[7]
- 2010年2月16日，港鐵轉乘優惠期延長至2010年8月15日。
- 2010年8月16日，終止跟港鐵提供轉乘優惠。
- 2011年5月15日，九巴加價，本線車費由$4.2增至$4.4。
- 2012年6月17日，延長路線，以尖沙咀東（麼地道）為循環點，並修改班次。[8]
- 2012年12月2日，取消循環運作。[9]
- 2013年3月17日，九巴加價，本線車費由$4.4增至$4.7。
- 2014年7月6日，九巴加價，本線車費由$4.7增至$4.9。
- 2014年9月21日，調整班次[10]。
- 2015年1月10日：往海麗邨方向增停深旺道聚魚道分站。
- 2015年12月31日：增設到站時間預報。
- 2018年11月12日：往尖沙咀方向增設興華街西碧海藍天巴士站。
- 2020年11月16日：12P線投入服務。[11]

## 服務時間及班次
12
| 海麗邨開             | 海麗邨開    | 海麗邨開     | 尖沙咀東（麼地道）開 | 尖沙咀東（麼地道）開 | 尖沙咀東（麼地道）開 |
| 日期                 | 服務時間    | 班次（分鐘） | 日期                 | 服務時間             | 班次（分鐘）         |
| -------------------- | ----------- | ------------ | -------------------- | -------------------- | -------------------- |
| 星期一至五           | 05:40-06:40 | 30           | 每天                 | 06:20-11:20          | 30                   |
| 星期一至五           | 06:40-08:00 | 20           | 每天                 | 11:20-18:50          | 25                   |
| 星期一至五           | 08:00-17:10 | 25           | 每天                 | 18:50-00:20          | 30                   |
| 星期一至五           | 17:10-23:40 | 30           |                      |                      |                      |
| 星期六、日及公眾假期 | 05:40-06:40 | 30           |                      |                      |                      |
| 星期六、日及公眾假期 | 06:40-19:10 | 25           |                      |                      |                      |
| 星期六、日及公眾假期 | 19:10-23:40 | 30           |                      |                      |                      |

12P
- 星期一至五
  - 海麗邨開：08:10

星期六、日及公眾假期不設服務

## 收費
12（P）
全程：$5.4（12）／$5.6（12P）
| - 本線設有12歲以下小童及65歲或以上長者半價優惠。 - 65歲或以上香港居民使用「樂悠咭」，以及12歲以下合資格殘疾兒童使用「殘疾人士身份」個人八達通繳付車資，均可享有每程$2.0或半價（以較低者為準）的票價優惠；12至64歲合資格殘疾人士使用「殘疾人士身份」個人八達通（包括「樂悠咭」），以及60至64歲香港居民使用「樂悠咭」繳付車資，均可享有每程$2.0或全費（以較低者為準）的票價優惠。 - 65歲或以上長者如使用長者或一般個人八達通繳付車資，則只可享有半價優惠；12至64歲合資格殘疾人士如不使用「殘疾人士身份」個人八達通，以及60至64歲人士如不使用「樂悠咭」繳付車資，必須繳付全費。 - 乘客可以現金或八達通於上車時付款，不設找續。 - 每位成人乘客可免費攜帶最多兩名4歲以下而不佔座位的兒童乘客乘車，超額之4歲以下小童必須繳付小童車費乘車。 - 持有「九巴月票」之乘客在車票有效期內，每日可享最多10程任何九龍巴士及龍運巴士路線（包括本路線，以及聯營路線的九龍巴士／龍運巴士提供的班次；惟乘搭機場「A」及「NA」線則可享原價二七折優惠（不會計算每天10次合資格車程））；而B1線則每日可享最多各2程（不會計算每天10次合資格車程）。 - 九龍巴士、城巴、龍運巴士及陽光巴士全職員工及家屬（不包括外判職員）可免費乘搭本路線，惟必須拍職員或職員家屬八達通。 - 乘客亦可透過多元化電子支付系統（e度嘟）繳付車資，包括使用非接觸式VISA卡、JCB卡、萬事達卡、銀聯卡、美國運通、大來國際、Discover Card、Apple Pay、Google Pay、Samsung Pay、AlipayHK「易乘碼」、支付寶、WeChatHK／微信支付「搭車碼」、銀聯雲閃付「乘車碼」及BOC Pay「乘車碼」。乘客使用此付款方式，使用此支付方式的乘客可享有中途下車之分段收費，以及與其他九巴／龍運獨營路線或聯營線九巴／龍運班次之轉乘優惠，惟不適用於與非九巴／龍運路線之轉乘優惠，亦不能享有「公共交通費用補貼計劃」及「長者及合資格殘疾人士公共交通票價優惠計劃」。 |

### 八達通轉乘優惠
乘客以下列組合轉乘，兩程共$10.4:
12往尖沙咀方向 -> 269D往九龍站方向
269D往尚德方向 -> 12往海麗邨方向

## 使用車輛
現時12線使用1輛Enviro500 12米（ATEU）及3輛富豪B9TL 12米（AVBWU）
| 車隊編號 | 車牌   |
| -------- | ------ |
| AVBWU127 | PX4668 |
| AVBWU203 | PZ9039 |
| AVBWU269 | RJ6809 |
| ATEU33   | PZ8988 |

12P線由12線抽調1輛巴士行走。

## 行車路線

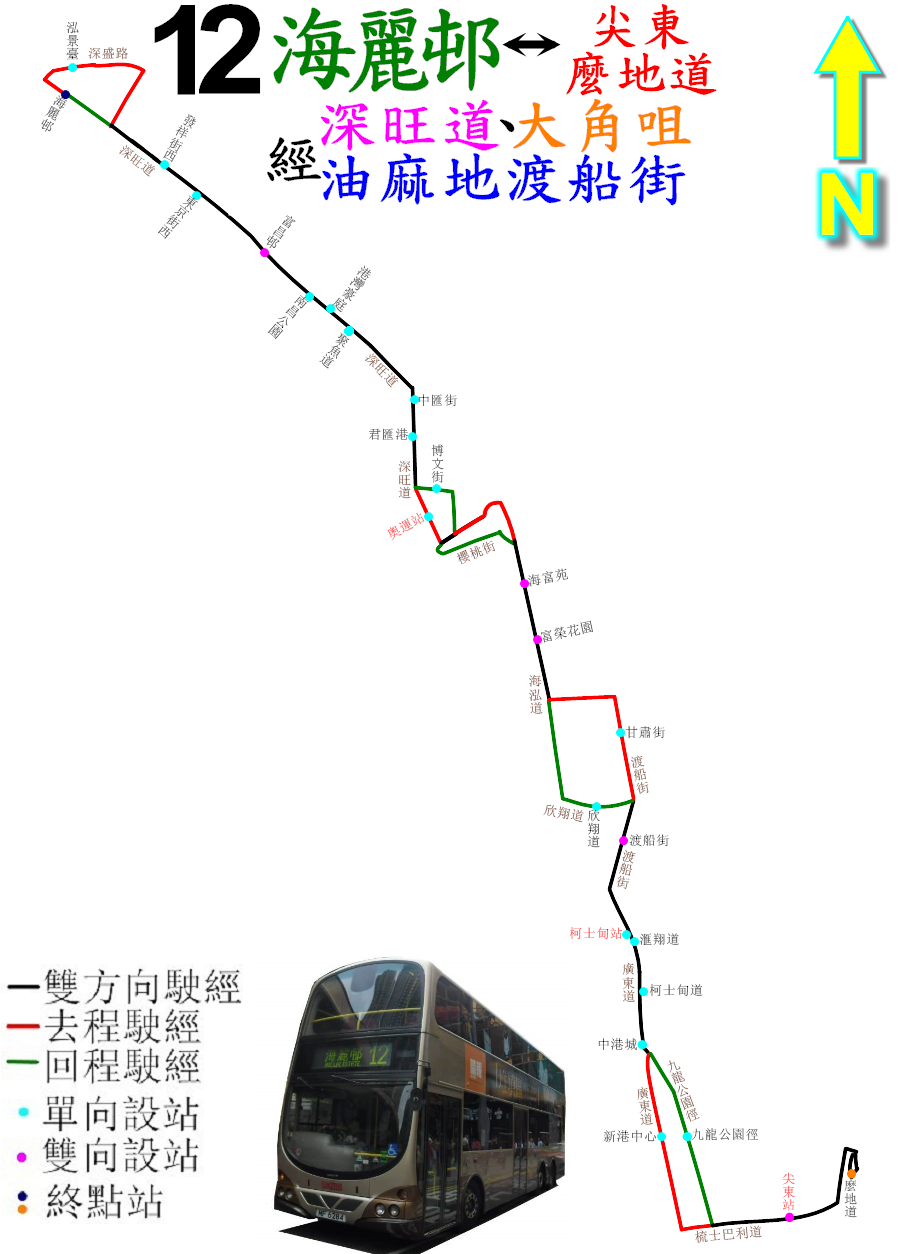
12路的走線圖

海麗邨開經：深旺道、深盛路、興華街西、深旺道、櫻桃街、大角咀道、未命名路、海泓道、麗翔道、渡船街、廣東道及梳士巴利道。
12P線依12原線至梳士巴利道後，加經紅磡繞道、紅磡南道及暢運道。
尖沙咀東（麼地道）開經：麼地道、漆咸道南、梳士巴利道、九龍公園徑、廣東道、渡船街、欣翔道、海泓道、櫻桃街、海景街、博文街及深旺道。

### 沿線車站
12(P)
| 海麗邨開 | 海麗邨開                   | 海麗邨開                         | 尖沙咀東（麼地道）開 | 尖沙咀東（麼地道）開       | 尖沙咀東（麼地道）開             |
| 序號     | 車站名稱                   | 位置                             | 序號                 | 車站名稱                   | 位置                             |
| -------- | -------------------------- | -------------------------------- | -------------------- | -------------------------- | -------------------------------- |
| 1        | 海麗邨巴士總站             | 海麗邨巴士總站                   | 1                    | 尖沙咀東（麼地道）巴士總站 | 尖沙咀東（麼地道）公共運輸交匯處 |
| 2        | 泓景臺                     | 深盛路                           | 2                    | 尖東站                     | 梳士巴利道                       |
| 3        | 碧海藍天                   | 興華街西                         | 3                    | 九龍公園徑                 | 九龍公園徑                       |
| 4        | 發祥街西                   | 深旺道                           | 4                    | 中港城                     | 廣東道                           |
| 5        | 富昌邨                     | 深旺道                           | 5                    | 柯士甸站                   | 廣東道                           |
| 6        | 港灣豪庭                   | 深旺道                           | 6                    | 渡船街                     | 渡船街                           |
| 7        | 中匯街                     | 深旺道                           | 7                    | 欣翔道                     | 欣翔道                           |
| 8        | 奧運站                     | 深旺道                           | 8                    | 富榮花園                   | 海泓道                           |
| 9        | 海富苑                     | 海泓道                           | 9                    | 柏景灣                     | 海泓道                           |
| 10       | 富榮花園                   | 海泓道                           | 10                   | 博文街                     | 博文街                           |
| 11       | 甘肅街                     | 渡船街                           | 11                   | 君匯港                     | 深旺道                           |
| 12       | 渡船街                     | 渡船街                           | 12                   | 聚魚道                     | 深旺道                           |
| 13       | 匯翔道                     | 廣東道                           | 13                   | 南昌公園                   | 深旺道                           |
| 14       | 柯士甸道                   | 廣東道                           | 14                   | 富昌邨                     | 深旺道                           |
| 15       | 新港中心                   | 廣東道                           | 15                   | 東京街西                   | 深旺道                           |
| 16       | 尖東站                     | 梳士巴利道                       | 16                   | 海麗邨巴士總站             | 海麗邨巴士總站                   |
| *        | 永安廣場                   | 梳士巴利道                       |                      |                            |                                  |
| *        | 紅磡南道                   |                                  |                      |                            |                                  |
| *        | 紅磡站巴士總站             | 紅磡車站公共運輸交匯處           |                      |                            |                                  |
| 17#      | 尖沙咀東（麼地道）巴士總站 | 尖沙咀東（麼地道）公共運輸交匯處 |                      |                            |                                  |

- 有*號之車站祇限12P線使用，同時不停有#號之車站。

## 客量
此線於在2003年至2009年期間因與港鐵接駁巴士K16綫重疊，而該路線設有與港鐵的轉乘優惠，故此路線客量偏低；後來K16綫停辦，此路線延長至海麗邨並改經深旺道，成功開拓新客源，客量有所上升，惟非繁忙時間客量仍屬一般。

## 外部連結
- 九巴12線
- 九巴12P線
- 681巴士總站－九龍巴士12線 （页面存档备份，存于）
- 681巴士總站－九龍巴士12P線